# Каратаев, Султангали Каратаевич
Султангали Каратаевич Каратаев (23 июня 1936, Актюбинская область — 27 февраля 2018, Алма-Ата) — казахский спортивный комментатор и журналист, диктор. Почетный деятель спорта Казахстана (2003).

## Биография
Родился 23 июня 1936 года в Актюбинской области. Начал карьеру диктором на Казахском радио и комментатором на Казахском телевидении (КазТВ (1960—1967)). Является автором первых репортажей по футболу на казахском языке. Также работал в паре с комментатором Владимиром Толчинским, с которым проводил трансляции по всем видам спорта. Часть спортивных репортажей Каратаева хранятся в золотом фонде Федерации Футбола Казахстана.
В 80-е он стал работать в печатном издании «Жалын».
Автор музыки и слов к песням на спортивную тематику, марша Спартакиады школьников, составитель нескольких футбольных календарей, справочников. Спортивный статистик и очеркист в различных газетах и журналах.
В 2003 году Каратаев получил звание Почетного деятеля спорта Казахстана, а в 2006 году почётного гражданина Айтекебийского района Актюбинской области. Учениками Каратаева являются комментаторы Диас Омаров, Рабат Жанибеков и многие другие.
Умер 27 февраля 2018 года.